# Империя степей: Аттила, Чингисхан, Тамерлан
«Империя степей: Аттила, Чингисхан, Тамерлан» (фр. L'Empire des steppes, Attila, Gengis-Khan, Tamerlan) — книга французского историка и востоковеда Рене Груссе, впервые опубликованная в 1939 году. Опирающийся как на средневековые первоисточники, так и на исследования учёных Нового и Новейшего времени, труд Груссе рассматривает историю Центральной Азии с древнейших времён до падения Джунгарского ханства в середине XVIII века. Особое внимание уделяется деятельности трёх восточных завоевателей: Аттилы, Чингисхана и Тамерлана.
Перевод книги на английский язык за авторством Наоми Уолфорд был опубликован в 1952 году. Первое русскоязычное издание «Империи степей», подготовленное Хамитом Хамраевым, вышло в 2005 году, став частью сборника по истории Казахстана. В 2020 году книга была переведена на русский язык ещё раз и издана под названием «Степные кочевники, покорившие мир. Под властью Аттилы, Чингисхана, Тамерлана».

## Восприятие
«Империя степей» называлась «самым впечатляющим трудом по истории Азии, созданным когда-либо». Однако ряд востоковедов призывал относиться к высказываниям подобного рода скептически; не умаляя писательского таланта Груссе, они в то же время отмечали, что работа над книгой велась в то время, когда ни один из основных первоисточников, в частности по монгольской истории («Сокровенное сказание», «Джами ат-таварих», «История завоевателя мира») не был переведён полностью. Современные исследования, «изменившие представления о месте монголов и тюрков в истории», ещё не были известны, и многие утверждения, приведённые в «Империи степей», к середине столетия утратили свою актуальность. С точки зрения историка Кеннета Аллина Лютера (Мичиганский университет), работа Груссе наполнена  романтическими настроениями, а сам он «поражается энергии кочевников и, прежде всего, гению Чингисхана». 
В защиту Груссе выступал востоковед и русист[кто?], профессор Колледжа Хоуп (Мичиган) Ларри Дж. Пенроуз. По мнению учёного, Груссе, «хотя и мог ошибиться в некоторых деталях, в отличие от своих предшественников, смотревших на кочевые народы с нескрываемым чувством культурного превосходства, первым сумел разглядеть единство и развитие там, где другие до и после видели лишь разрушение и хаос, и потому заслуживает снисхождения хотя бы из-за невероятного по своей силе вдохновения, которое завещал целому поколению востоковедов».